# Uromyces scrophulariae
Uromyces scrophulariae är en svampart som först beskrevs av Augustin Pyrame de Candolle, och fick sitt nu gällande namn av Berk. & Broome ex J. Schröt. 1869. Uromyces scrophulariae ingår i släktet Uromyces och familjen Pucciniaceae.   Inga underarter finns listade i Catalogue of Life.